# Yumekibow RADIO CLUB
夢希望RADIO CLUB（ゆめきぼうレディオクラブ）は、かつて愛知県安城市にあったライブハウスである。2002年（平成14年）オープン。2014年（平成26年）末をもって閉店した。

## 概要
- 愛知県道76号豊田安城線のバイパス化に伴い、2002年（平成14年）、隣接地に移転。新店舗をオープンする。その際に「夢希望」から「夢希望RADIO CLUB（yumekibow RADIO CLUB）」と名称を変更する。
- リニューアルに伴い、1Fにはゲームセンター、敷地内にはカフェ（現在は閉店）、雑貨屋（現在は閉店）、ラーメン屋などが出店。

## 施設
- 収容人数はスタンディングで約450名。セカンドフロアは約50名収容。
- ロビーには、ミニライブが行えるスペースがある。
- 所在地：愛知県安城市尾崎町追池52-22 2階
- 最寄駅：名鉄名古屋本線・西尾線新安城駅
- 駐車場：無料駐車場を約100台完備（ゲームセンター、敷地内の他店舗と共同）

## 補記
- 三河地方では最大級のライブハウスである。
- 外壁の青色は中日ドラゴンズのカラーを表している。
- キャパシティ（約450人）に対して、コインロッカーと駐車場の数が少ないため、人気アーティストのライブでは入場前に非常に混雑する事が多い。（そのため、会場では車ではなく公共の交通機関で来場する事を勧めている）